# هرمزان
هُرمُزان هو أحد قادة الفرس إبّان الفتح الإسلامي، وكان قائد الجيش الفارسي في معركة القادسية.
هرمزان (قتل في عام 23 للهجرة) حاكم الأهواز. أثناء فتح فارس في عهد يزدجرد الثالث. وكان قد عقد صلحاً مع المسلمين في السنة السادسة عشرة للهجرة، ما لبث أن نقضه فيما بعد بتحريض من يزدجرد، وعلم المسلمون بذلك فجهزوا جيشاً لمحاربته ومحاربة من تعاقد معه على ذلك؛ فأسر، وأقبلوا به إلى المدينة مكتوف اليدين وعليه تاجه وحليته، فأراد عمر أن يضرب عنقه، فأعلن إسلامه في قصة طريفة.
فقد روي أن عمر قال له: «يا هرمزان، كيف رأيت وبال الغدر؟»
فقال: يا عمر، إنا وإياكم في الجاهلية كنا نغلبكم، إذ لم يكن الله معكم، ولا معنا! فلما كان الله معكم غلبتمونا. قال: فما عذرك في انتقاضك مرةً بعد مرة؟! قال: أخاف إن قلتُ أن تقتلني. قال: لا بأس عليك، فاخبرني. فاستسقى ماءً، فأخذه، وجعلت يده تُرعَد.
قال: مالك؟ قال: أخاف أن تقتلني وأنا أشرب. قال: لا بأس عليك حتى تشربه. فألقاه من يده،
فقال: ما بالك! أعيدوا عليه الماء ولا تجمعوا عليه بين القتل والعطش. قال: كيف تقتلني، وقد أمنتني! ؟
قال: كذبت! قال: لم أكذب. فقال أنس: صدق يا أمير المؤمنين. قال: ويحك يا أنس! أنا أؤمن قاتل مُجزأة بن ثور والبراء بن مالك! والله لتأتيني بالمخرج أو لأعاقبنّك!قال: إنك قلت: «لا بأس عليك حتى تخبرني ولا بأس عليك حتى تشرب!» وقال له ناس من المسلمين مثل قول أنس. فأقبل على الهرمزان، فقال: تخدعني! والله لا تخدعني إلا أن تُسلم، فأسلم، ففرض له ألفين وأنزله المدينة».

## حادثة مقتل هرمزان
ذكر المحلى ابن حزم [..بما روي من حديث عبيد الله بن عمر كما ثنا حمام ثنا ابن مفرج ثنا ابن الاعرابي ثنا الدبري ثنا عبد الرزاق عن معمر عن الزهري وذكر قتل عمر قال: فأخبرني سعيد بن المسيب ان عبد الرحمن بن أبي بكر الصديق ولم نجرب عليه كذبة قط، قال حين قتل عمر بن الخطاب انتهيت إلى الهرمزان وجفينة وأبي لؤلؤة وهم بحي فتبعتهم فثاروا وسقط من بينهم خنجر له رأسان نصابه في وسطه * وقال عبد الرحمن فانظروا بما قتل به عمر فوجدوه خنجرا على النعت الذي نعت عبد الرحمن فخرج عبيد الله بن عمر بن الخطاب مشتملا على السيف حتى أتى الهرمزان فقال اصحبني ننظر إلى فرس لي وكان الهرمزان بصيرا بالخيل فخرج بين يديه فعلاه عبيد الله بالسيف فلما وجد حد السيف قال: لا إله إلا الله فقتله، ثم أتى جفينة - وكان نصرانيا - فلما أشرف له علاه بالسيف فضربه فصلب ما بين عينيه، ثم أتى ابنة أبي لؤلؤة جارية صغيرة تدعى الإسلام فقتلها فاظلمت الأرض يومئذ على أهلها، ثم أقبل بالسيف صلتا في يده وهو يقول والله لا أترك في المدينة سبيا الا قتلته وغيرهم كأنه يعرض بناس من المهاجرين فجعلوا يقولون له: ألق السيف فأبى ويهابونه أن يقربوا منه حتى أتاه عمرو بن العاص فقال: أعطني السيف يا بن أخي فأعطاه إياه ثم ثار إليه عثمان فاخذ برأسه فتناصبا حتى حجز الناس بينهما، فلما ولى عثمان قال: أشيروا علي في هذا الرجل الذي فتق في الإسلام ما فتق - يعني عبيد الله بن عمر - فأشار عليه المهاجرون أن يقتله وقال جماعة من الناس قتل عمر بالأمس وتريدون أن تتبعوه ابنه اليوم أبعد الله الهرمزان. وجفينة فقام عمرو بن العاص فقال: يا أمير المؤمنين ان الله قد أعفاك أن يكون هذا الامر ولك على الناس من سلطان إنما كان هذا الامر ولا سلطان لك فاصفح عنه يا أمير المؤمنين قال: فتفرق الناس على خطبة عمرو وودي عثمان الرجلين والجارية، قال الزهري: وأخبرني حمزة بن عبد الله بن عمر بن الخطاب أن أباه قال: فيرحم الله حفصة أن كانت لمن شيع عبيد الله على قتل الهرمزان. وجفينة: قال معمر: قال غير الزهري: قال عثمان أنا ولي الهرمزان. وجفينة. والجارية واني قد جعلتها دية.
وقد ذكر الطبري في كتابه تاريخ الرسل والملوك خلاف ذلك مايلي: "قال القماذبان عن قتل أبيه الهرمزان: كانت العجم بالمدينة يستروح بعضها إلى بعض، فمرّ فيروز بأبي ومعه خنجر له رأسان، فتناوله منه وقال: ما تصنع بهذا في هذه البلاد؟ فقال: آنس به؛ فرآه رجل، فلما أصيب عمر، قال: رأيت هذا مع الهرمزان، دفعه إلى فيروز. فأقبل عبيد الله فقتله؛ فلما ولي عثمان دعاني فأمكنني منه، ثم قال: يا بني هذا قاتل أبيك وأنت أولى به منا، فاذهب فاقتله فخرجت به وما في الأرض أحد إلّا معي؛ إلّا أنهم يطلبون إلي فيه. فقلت لهم: ألي قتله؟ قالوا: نعم - وسبّوا عبيد الله - فقلت: أفلكم أن تمنعوه؟ قالوا: لا وسبّوه. فتركته لله ولهم، فاحتملوني؛ فوالله ما بلغت المنزل إلّا على رؤوس الرجال وأكفّهم.

## الهوامش
1. ↑  شرح النهج 12/114
2. ↑  المحلى لابن حزم. ج١١، مسألة ٢١٥٩، ص١١٥.